# Kevin Dawson (Fußballspieler, 1992)
Kevin Dawson, vollständiger Name Kevin Emiliano Dawson Blanco, (* 8. Februar 1992 in Colonia del Sacramento) ist ein uruguayischer Fußballspieler.

## Karriere

### Verein
Der 1,78 meter große Torwart Dawson stand zu Beginn seiner Karriere in Reihen des uruguayischen Erstligisten Nacional Montevideo. Dort kam er jedoch nicht in der Primera División, sondern nur bei der Reserve/U-23 (Formativas) zum Einsatz. Im September 2011 schloss er sich auf Leihbasis dem Zweitligisten Plaza Colonia an. Dort übernahm er nach dem Wechsel Nicolás Bigliantis zum Liverpool FC die Torhüterposition in der von Luis Matosas trainierten Ersten Mannschaft. Nach 13 Zweitligaeinsätzen und zwei Play-off-Spielen in der Spielzeit 2011/12 lief er in der Saison 2012/13 in 28 Partien (davon erneut zwei Play-off-Spiele) in der Segunda División auf. Es folgten 30 bzw. 14 bestrittene Zweitligabegegnungen in den Spielzeiten 2013/14 bzw. 2014/15. Sein Verein stieg sodann in die Primera División auf. Dort wurde er in der Spielzeit 2015/16 in 29 Erstligaspielen eingesetzt. Während der Saison 2016 kam er 15-mal in der Liga und zweimal in der Copa Sudamericana 2016 zum Einsatz. Im Januar 2017 verpflichtete ihn der Club Atlético Peñarol für ein Jahr im Rahmen eines Leihgeschäfts.

### Nationalmannschaft
Dawson war – geführt unter dem zweiten Nachnamen Kevin Blanco – Mitglied der von Fabián Coito trainierten uruguayischen U-15-Auswahl, die bei der U-15-Südamerikameisterschaft 2007 in Brasilien teilnahm und hinter dem Gastgeberland den zweiten Platz belegte. Er war Teil des Aufgebots der uruguayischen U-17 bei der U-17-Südamerikameisterschaft 2009 in Chile und bei der U-17-Weltmeisterschaft 2009 in Nigeria. Bei der WM-Endrunde blieb er hinter Salvador Ichazo ohne Einsatz.
2021 stand er zweimal im Kader der A-Nationalmannschaft Uruguays, blieb aber ohne Einsatz.

### Erfolge
- U-15-Vize-Südamerikameister 2007